# Walther Greischel
Friedrich Traugott Walther Greischel (* 27. Februar 1889 in Spremberg; † 15. September 1970 in Freiburg im Breisgau) war ein deutscher Kunsthistoriker.

## Leben
Nach dem Abitur in Magdeburg studierte Walther Greischel Kunstgeschichte, Klassisch Archäologie und Klassische Philologie an den Universitäten Heidelberg, Berlin, Leipzig, Basel und Freiburg. 1914 wurde  Greischel an der Universität Freiburg im Breisgau bei Wilhelm Vöge promoviert.
Im Juni 1915 wurde er Volontär am Kaiser-Friedrich-Museum in Magdeburg, im September 1915 wissenschaftlicher Assistent. Nach dem Kriegsdienst von 1916 bis 1919 arbeitete er wieder am Museum und wurde im April 1920 Direktorialassistent. Von 1923 bis 1945 war er Leiter des Museums.
Greischel war von 1946 bis zu seinem Ruhestand 1954 Leiter des Westfälischen Landesmuseums für Kunst und Kulurgesschichte in Münster. In diesem Zeitraum war er außerdem Vorsitzender der Vereinigung westfälischer Museen.